# Sátur
Sátur är en bergstopp i republiken Island. Den ligger i regionen Austurland, 400 km öster om huvudstaden Reykjavík. Toppen på Sátur är 716 meter över havet.
Närmaste större samhälle är Djúpivogur, omkring 14 kilometer sydväst om Sátur.